# Teresa Grodzińska
Teresa Jadwiga Grodzińska (ur. 20 grudnia 1899 w Jaszowicach, zm. 1 września 1920 w Czortowicach) – polska sanitariuszka, która odznaczyła się bohaterską postawą i zginęła zamordowana podczas wojny polsko-bolszewickiej 1920. Pośmiertnie została odznaczona Orderem Virtuti Militari, jako pierwsza kobieta w II RP.

## Życiorys
Pochodziła ze szlacheckiej rodziny ziemiańskiej Grodzińskich, herbu Kuszaba (Paprzyca). Była wnuczką Władysława Grodzińskiego (ur. 1823, zm. 28 marca 1908), prezesa dyrekcji szczegółowej Towarzystwa Kredytowego Ziemskiego, a córką Bronisławy Arkuszewskiej oraz Feliksa Grodzińskiego. Była piątym z kolei dzieckiem małżeństwa.
Jako uczennica Gimnazjum im. Marii Gajl w Radomiu działała w harcerstwie, a w 1915 wstąpiła do tajnej Organizacji Młodzieży Narodowej. Gimnazjum ukończyła w 1916(według innego źródła w 1918), a w 1918 rozpoczęła naukę w szkole ogrodniczej w Warszawie. Po wybuchu wojny polsko-bolszewickiej w czerwcu 1920 przerwała naukę i rozpoczęła praktykę w stołecznym Szpitalu Ujazdowskim mając na celu służbę na froncie jako ochotniczka. 10 lipca 1920 zgłosiła się do służby na froncie. 21 lipca 1920 została wysłana jako pielęgniarka z kompanią sanitarną 1 Brygady Jazdy w okolice Zamościa. Następnie została przydzielona do 5. kompanii II batalionu 4 pułku piechoty Legionów. Od 19 sierpnia 1920 uczestniczyła w wojnie w rejonie Hrubieszowa. Podczas odwrotu II batalionu ze wsi Gródek na wschód od Hrubieszowa pozostała z ciężko rannymi żołnierzami, m.in. przeprowadziła wielu z nich przez płonący most na rzece Huczwie, mimo jego ostrzału przez 3 nieprzyjacielskie karabiny maszynowe. 1 września 1920 4 pp Legionów został otoczony przez 1 Armię Konną Siemiona Budionnego. Teresa Grodzińska nie wycofała się, chcąc kontynuować opiekę nad rannymi żołnierzami i we wsi Stepankowice podczas ich opatrywania została wzięta do niewoli. Została uprowadzona do wsi Czortowice wraz z sanitariuszką Janiną Zdziarską. Janina Zdziarska zdołała wkrótce uciec.
Grodzińska zginęła 1 września 1920 roku. Nieznane są okoliczności jej śmierci. Według relacji miejscowej ludności Grodzińska miała być zamknięta z jednej chałup. Modląc się głośno, przez kilka godzin broniła się siekierą przed gwałtem. Podczas walki zabiła dwóch Kozaków walczących po stronie bolszewików. Ostatecznie zginęła od ran zadanych szablami.
Jak informuje raport z 11 września 1920, została zamordowana w okrutny sposób. Po późniejszym zajęciu Hrubieszowa i okolic przez wojska polskie i wskazaniu miejsca jej pochówku przez lokalną ludność, z rozkazu dowódcy 35 pułku piechoty zwłoki zostały ekshumowane i sporządzono dokumentację. Oględziny wykazały okaleczenie ciała. Zwłoki Grodzińskiej zidentyfikowała jej kuzynka Janina, która spostrzegła monogram na strzępie fartucha.
Teresa Grodzińska została pochowana w Chełmie. Następnie odbył się jej oficjalny pogrzeb, zorganizowany z honorami wojskowymi, 18 września 1920 w Radomiu. W pogrzebie wzięła udział niemal cała ludność miasta, ziemianie z okolic i chłopi z Jaszowic. Spoczywa na Cmentarzu Rzymskokatolickim w Radomiu przy ulicy Bolesława Limanowskiego.
Do 1932 roku, prawdopodobnie z uwagi na zły stan zdrowia Bronisławy Arkuszewskiej, ukrywano prawdziwe okoliczności śmierci Teresy Grodzińskiej. Przez pierwsze lata podawano, że Grodzińska broniła się samotnie przed bolszewikami, a zginęła od postrzału podczas próby ucieczki. Po 10 sierpnia 1932 roku rodzina Teresy Grodzińskiej przekazała Melchiorowi Wańkowiczowi rzeczywisty opis okoliczności śmierci Grodzińskiej. Sprostowanie ukazało się w felietonie Wańkowicza z 28 sierpnia 1932 roku, opublikowanym w Kurierze Warszawskim.

## Ordery i odznaczenia
- Krzyż Srebrny Orderu Wojskowego Virtuti Militari nr 440[18] – pośmiertnie za czyny dokonane w okresie służby, ratowanie i prowadzenie rannych podczas odwrotu 22 sierpnia 1920. Teresa Grodzińska została nim odznaczona jako pierwsza w II RP kobieta, na wniosek złożony 11 września 1920 przez pułkowników Mieczysława Smorawińskiego i Michała Żymierskiego) – już w czasie pogrzebu 18 września 1920 w Radomiu, przedstawiciel Wojska Polskiego matce Teresy Grodzińskiej nad trumną Teresy wręczył Krzyż VM. To nadanie potwierdza „Lista odznaczonych krzyżem Virtuti Militari V-ej klasy według wykazów przysłanych do dnia 30 listopada 1920 r. do Adjutantury Generalnej Naczelnego Dowództwa” zamieszczona w „Kalendarzu żołnierskim na rok 1921”, zatwierdzone zostało dekretem Naczelnego Wodza z 28 lutego 1921[19][20][21].
- Krzyż Walecznych[7]
- Odznaka Honorowa Polskiego Czerwonego Krzyża I stopnia – pośmiertnie (1935). Uhonorowana została nim wówczas wraz z Prezydentem Ignacym Mościckim, królową Belgów Astrid, żoną Marszałka J. Piłsudskiego Aleksandrą Piłsudską, marszałkiem Senatu Władysławem Raczkiewiczem, kilkoma wojewodami, ministrami i ambasadorami[22].

21 czerwca 1938 Komitet Krzyża i Medalu Niepodległości odrzucił wniosek o nadanie jej tego odznaczenia.

## Upamiętnienie
- Jej życie i śmierć opisywał Melchior Wańkowicz w felietonach opublikowanych 10 i 28 sierpnia 1932 roku na łamach Kuriera Warszawskiego[24].
- W 1926 na jej cześć w Szpitalu Ujazdowskim w Warszawie umieszczono tablicę pamiątkową i nazwano jej imieniem jedną z sal szpitala[16].
- W Zakładach Naukowych Żeńskich Marii Gajl w Radomiu (obecne III Liceum Ogólnokształcące im. płk. Dionizego Czachowskiego) odsłonięta została tablica pamiątkowa poświęcona jej[16] i trzem innym absolwentkom szkoły, które straciły życie pracując jako sanitariuszki[25]. Tablica ta zaginęła w czasie okupacji niemieckiej[26]. W późniejszych latach tablica ta została odtworzona i uroczyście odsłonięta 17 listopada 2007[27].
- Tabliczki poświęcone jej pamięci znajdowały się też w murze cegiełkowym na Wawelu[28]. Po 1989 roku odsłonięto jedną zbiorczą cegiełkę poświęconą Grodzińskiej[27].
- 7 lipca 2008 jej imieniem nazwano jedną z ulic w Radomiu[27].
- W rodzinnych Jaszowicach w 2009 został poświęcony krzyż upamiętniający Teresę Grodzińską[27], a 4 września 2010 w 90. rocznicę śmierci zorganizowano uroczystości ku jej czci[29].
- W dniach 13-15 grudnia 2019 w Parafii Wojskowej w Radomiu odbyły się uroczystości upamiętniające 120. rocznicę urodzin Teresy Grodzińskiej[27]. Patronat nad uroczystościami objął Prezydent Rzeczypospolitej Polskiej Andrzej Duda[30].
- 30 sierpnia 2020 w Parafii Wojskowej w Radomiu odbyły się obchody upamiętniające 100. rocznicę śmierci Teresy Grodzińskiej. Nad obchodami Patronat Narodowy objął Prezydent Rzeczypospolitej Polskiej Andrzej Duda w Stulecie Odzyskania Niepodległości. Patronat Honorowy objął Prezydent Radomia Radosław Witkowski i Prezes Instytutu Pamięci Narodowej dr Jarosław Szarek[31].
- Zgodnie z uchwałą Rady Miejskiej nr LIII/475/2021 22 lutego 2021 roku otrzymała tytuł Honorowego Obywatela Miasta Radomia[32].
- 14 października 2022 Publiczna Szkoła Podstawowa w Bielisze, w gminie Zakrzew, przyjęła imię Teresy Grodzińskiej[33][34].
- 5 lipca 2025 roku w Jaszowicach (gm. Zakrzew, powiat radomski) odbyła się uroczystość odsłonięcia pomnika Teresy Grodzińskiej[35].